# Polystichum bolanicum
Polystichum bolanicum är en träjonväxtart som beskrevs av Eduard Rosenstock. Polystichum bolanicum ingår i släktet Polystichum och familjen Dryopteridaceae. Inga underarter finns listade.